# Jan Bucquoy
Jan Bucquoy (Harelbeke, 16 november 1945) is een Belgisch filmregisseur, auteur en situationist. Hij is vooral gekend als extravagant anarchist.

## Biografie
Bucquoy studeerde literatuur aan de Université Grenoble-Alpes, filosofie aan de Universiteit Gent, filmregie aan het Institut National Supérieur des Arts du Spectacle et des techniques de diffusion (Brussel) en politieke wetenschappen aan de Universiteit van Straatsburg.
Hij voerde Vlaamse toneelstukken op in het Frans o.a. Het gezin van Paemel van Cyriel Buysse en Vendredi (Vrijdag) van Hugo Claus.
In 1994 regisseerde hij zijn eerste film van de filmtrilogie "La Vie sexuelle des Belges": La Vie sexuelle des Belges 1950-1978, die over de eerste 28 jaren van zijn jeugd gaat. Deze serie gaat niet over seks maar over het bewustzijn van het genot.
Veel van zijn films spelen zich af in West-Vlaanderen, zijn producent Francis De Smet komt ook uit West-Vlaanderen, of in Brussel. De films zitten vol met absurde ideeën, zo is er Camping Cosmos (tweede deel van de filmtrilogie) dat gaat over de vakantie aan de kust van de modale Belg. Het toneelstuk Mutter Courage und ihre Kinder van Bertolt Brecht wordt geparodieerd in een scène van ruziënde echtgenoten.

## Filmografie
Als regisseur/scenarist:
- La vie sexuelle des Belges 1950-1978 (1994) (geproduceerd door Bucquoy en Francis De Smet)
- Camping Cosmos (La vie sexuelle des Belges II) (1996) (geproduceerd door Bucquoy en Francis De Smet)
- Crème et châtiment (1997)
- Fermeture de l'usine Renault à Vilvoorde (La vie sexuelle des Belges III) (1998)
- La Jouissance des hystériques (La vie sexuelle des Belges IV) (2000)
- Vrijdag Visdag (La vie sexuelle des Belges V) (2000)
- La vie politique des Belges (2002)[3]
- La société du spectacle et ses commentaires (La vie sexuelle des Belges VI) (2003)
- Les Vacances de Noël (2005)[4]
- De laatste verleiding der Belgen (2022)[5]

Als acteur:
- La Vie Sexuelle des Belges 1950-1978 (1994)
- Camping Cosmos (1996)
- La Jouissance des hysteriques (2000)
- Aaltra (2003)

Als auteur van stripboeken:
- De paden van de roem
- Het sexuele leven van Kuifje

## Anarchist
Bucquoy is een extravagant anarchist. Hij komt regelmatig in het nieuws met diverse ludieke acties:
- Hij stichtte in 1990 het controversieel tijdschrift Dol dat een oplage van 30.000 exemplaren had met als medewerkers o.a. Herman Brusselmans.
- Zijn naaktkalender van het jaar 1998, The true story of the Naked Man, met zijn eigen naaktfoto's, geïnspireerd op de geschriften van Marcel Mariën.

Hij kondigde aan elk jaar op 21 mei een staatsgreep te willen plegen. Toen hij op 21 mei 2005 met een tiental anderen manifesteerde nabij het Koninklijk Paleis, werd hij aangehouden door de politie maar onmiddellijk vrijgelaten. In 2006 werd hij nogmaals administratief aangehouden na eenzelfde actie.
In mei 2006 heropende Bucquoy samen met Arne Baillière illegaal café de Dolle Mol in Brussel. Ze werden er zes weken later door de politie uitgezet. In juni 2007 heropende het café als vzw dankzij een tussenkomst van de Vlaamse minister van cultuur Bert Anciaux. De zaal op de eerste verdieping werd gebruikt voor tentoonstellingen en Bucquoy maakte er ook een Slipmuseum met ondergoed van bekende Brusselaars. In 2015 kwam er een einde aan de huurovereenkomst en moest het café terug sluiten. Het Slipmuseum verhuisde naar Lessen. Bucquoy startte de collectie van het museum in 1990 in Schaarbeek.
In 1991 veroorzaakte hij enige opwinding door in Felice Damiano's programma Incredibile koningin Fabiola's schaamdelen te vergelijken met twee vijgen, die hij speciaal daarvoor naar de studio had meegenomen. Hij kreeg tijdens dezelfde uitzending ook onenigheid met Paul Jambers, die sceptisch was over Bucquoy's imago als anarchist.
In 2022 was Jan Bucquoy te zien op televisie in het programma Don't Worry Be Happy waarin mensen worden gevolgd die het niet breed hebben. Jan Bucquoy heeft namelijk zijn fortuin dat hij vroeger vergaard heeft er helemaal doorgejaagd. In het programma doet hij een poging om ereburger te worden van Harelbeke maar dat draait op niets uit. De laatste jaren moest hij boeken en zelfgemaakte kunstwerken verkopen om rond te komen. Hij woont samen met zijn zoontje op een klein appartement nadat zijn vrouw enkele jaren terug plotseling overleden is.